# Phyllosticta monogyna
Phyllosticta monogyna är en svampart som beskrevs av Allesch. 1898. Phyllosticta monogyna ingår i släktet Phyllosticta och familjen Botryosphaeriaceae.   Inga underarter finns listade i Catalogue of Life.